# Atthis (Tochter des Kranaos)
Atthis (altgriechisch Ἀτθίς Atthís) war in der griechischen Mythologie die Tochter des attischen Königs Kranaos und der Pedias. Sie hatte zwei Schwestern, Kranae und Kranaichme. Als sie unverheiratet starb, wurde das Land, das bisher Aktaia hieß, ihr zu Ehren Atthis (heute: Attika) genannt.
Zusammen mit Hephaistos soll sie den Erichthonios als Sohn gehabt haben, der aber auch als Sohn des Hephaistos und der Athene oder Gaia bezeichnet wird.
Eine Höhle in Eleusis, die als Eingang in die Unterwelt (Hades) galt, wurde auch als Höhle der Atthis bezeichnet.